# Мур, Полин
Полин Мур (англ. Pauline Moore, 14 июня 1914 — 7 декабря 2001) — американская актриса.
Свою профессиональную актёрскую карьеру начала в 1921 году на Бродвее, где продолжала играть до начала 1930-х годов, пока не дебютировала в кино. Помимо этого она работала в модельном бизнесе, появившись на обложках модных журналов «Ladies Home Journal», «Cosmopolitan» и «McCall’s». За десять лет своей кинокарьеры Мур снялась в двадцати двух кинокартинах, среди которых «Любовь — это новости» (1937), «Хейди» (1937), «Три мушкетёра» (1939), «Молодой мистер Линкольн» (1939) и «Молодой Буффало Билл» (1940). Она также появилась в трёх фильмах о приключения Чарли Чана. В 1934 году актриса вышла замуж за карикатуриста Джефферсона Макамера, от которого родила троих детей. В 1941 году она завершила свою карьеру в кино, посвятив себя воспитанию детей.
В 1950-е годы Мур вновь вернулась к актёрской работе, появившись на протяжении десятилетия в ряде телесериалов. Свою последнюю роль она сыграла на большом экране в приключенческом фильме «Самый маленький бродяга». В 1962 году, спустя два года после смерти первого мужа, Мур вышла замуж за проповедника Додда Уоткинса, который умер через десять лет. Остаток жизни актриса провела в Санта-Монике, пока в 2001 году из-за болезни Герига была вынуждена перебраться ближе к детям в штат Вашингтон. Она умерла в декабре того же года в городе Сквим в возрасте 87 лет.